# Charles-Joseph Natoire
Charles-Joseph Natoire (Nîmes, 3 de março de 1700 — Castelgandolfo, 23 de agosto de 1777), foi um pintor francês, do estilo rococó.
Foi aluno de François Lemoyne e director da Academia Francêsa, em Roma, entre 1751 e 1775. Decorador virtuoso, trabalhou no Palácio de Soubise, em Paris, no Palácio de Versalhes, depois pintou em Roma a abóbada principal da Igreja de São Luís dos Franceses. Deixou um ciclo de tapeçaria denominada História de D.Quixote ( Museu de Aix-en-Provence).